# Yvon Pouliquen
Yvon Pouliquen (Morlaix, 17 ottobre 1962) è un allenatore di calcio ed ex calciatore francese, di ruolo centrocampista.
Il 6 settembre 2010 ha assunto la guida del Grenoble Foot 38 in sostituzione di Mehmed Baždarević.

## Palmarès

### Giocatore

#### Club

##### Competizioni internazionali
- Coppa Intertoto UEFA: 1

Strasburgo: 1995

### Allenatore

#### Club

##### Competizioni nazionali
- Coppa di Francia: 2

Strasburgo: 2000-2001
Lorient: 2001-2002